# Asraf Gáni
Mohammad Asraf Gáni Amadzái (pastuul: محمد اشرف غنی احمدزی; Logár, 1949. május 19. –) afgán politikus, közgazdász, 2014 szeptembere és 2021 augusztusa között Afganisztán elnöke. 2021. augusztus 15-én, mikor a tálibok elfoglalták Afganisztánt, elmenekült az országból az Egyesült Arab Emírségekbe. Menekülése közben a tádzsikisztáni afgán nagykövetség felszólította az Interpolt, hogy fogják el sikkasztásért.

## Pályafutása
Mielőtt visszatért volna az országba 2002-ben, Gáni antropológus professzor volt több intézményben is, illetve a Világbankban is dolgozott. A tálib kormány összeomlása után, 2002 júliusa és 2004 decembere között Afganisztán pénzügyminisztere volt.
Az Institute for State Effectiveness nevű amerikai szervezet egyik társalapítója. A 2005-ben létrehozott intézmény célja, hogy az államok jobban ki tudják szolgálni állampolgáraikat. Egy 2005-ös TED-beszédben elmondta, hogyan kell felépíteni egy olyan összeomlott államot, mint Afganisztán. 2013-ban az 50. helyen szerepelt a Foreign Policy újság által összeállított „A világ 100 legnagyobb értelmiségije” listán.
Függetlenként negyedik lett a 2009-es elnökválasztáson. A 2014-es választások első körében második lett a szavazatok 35%-ával, míg a második fordulóban 55,3%-ot nyert el. Ennek eredményeként az Egyesült Államok közbelépésével alakított kormányt.
2019-ben újraválasztották öt évre, 2020-ban iktatták be újra.
2021 augusztusában elmenekült Afganisztánból, miután a tálibok átvették az ország túlnyomó része felett a hatalmat.

## Választási eredmények

### 2009
| Jelölt             | Párt             | Szavazatszám | %     |
| ------------------ | ---------------- | ------------ | ----- |
| Hámid Karzai       | Független        | 2,283,907    | 49.67 |
| Abdulla Abdulla    | Nemzeti Koalíció | 1,406,242    | 30.59 |
| Ramazán Basardoszt | Független        | 481,072      | 10.46 |
| Asraf Gáni Amadzai | Független        | 135,106      | 2.94  |
| Mirvais Jasini     | Független        | 47,511       | 1.03  |

### 2014
| Jelölt               | Párt                      | Első kör     | Első kör | Második kör  | Második kör |
| Jelölt               | Párt                      | Szavazatszám | %        | Szavazatszám | %           |
| -------------------- | ------------------------- | ------------ | -------- | ------------ | ----------- |
| Abdulla Abdulla      | Nemzeti Koalíció          | 2,972,141    | 45.00    | 3,185,018    | 44.73       |
| Asraf Gáni           | Független                 | 2,084,547    | 31.56    | 3,935,567    | 55.27       |
| Zalmai Rasszul       | Független                 | 750,997      | 11.37    |              |             |
| Abdul Raszul Szajjáf | Iszalmista Dava Szervezet | 465,207      | 7.04     |              |             |
| Qutbuddin Hilal      | Független                 | 181,827      | 2.75     |              |             |
| Gul Agha Sherzai     | Független                 | 103,636      | 1.57     |              |             |

### 2019
| Jelölt              | Párt                    | Szavazatszám | %     |
| ------------------- | ----------------------- | ------------ | ----- |
| Asraf Gáni          | Független               | 923,592      | 50.64 |
| Abdulla Abdulla     | Nemzeti Koalíció        | 720,841      | 39.52 |
| Gulbuddin Hekmatyar | Hezb-i Islami Gulbuddin | 70,241       | 3.85  |
| Ramatullá Nábil     | Független               | 33,919       | 1.86  |